# 潘义清
潘义清（1936年5月—），男，辽宁大连人，中华人民共和国政治人物，曾任天津市总工会主席，天津市人大常委会副主任，第八、九届全国人大代表。